# Convento de la Encarnación de las Madres Bernardas
El convento de la Encarnación de las Madres Bernardas es una iglesia y convento situado en la ciudad española de Talavera de la Reina, en la comunidad autónoma de Castilla-La Mancha. Fue declarado Bien de Interés Cultural con la categoría de monumento el 11 de mayo de 1993.
Se fundó en 1610 con las propiedades de María de Albornoz y se finalizó hacia 1625. El conjunto de iglesia y convento pertenecen al estilo barroco-mudéjar, ocupando un solar bastante amplio entre las calles de San Agustín, la plaza de San Pedro y el callejón de San Bernardo. La fachada de su iglesia con su única y principal puerta da a la plaza de San Pedro y presenta una rica decoración de barroco en ladrillo. La construcción de este conjunto estuvo dirigida por uno de sus arquitectos más importantes del siglo siglo XVII, Fray Lorenzo de San Nicolás y fue fundado por Teresa de Saavedra.

## Descripción

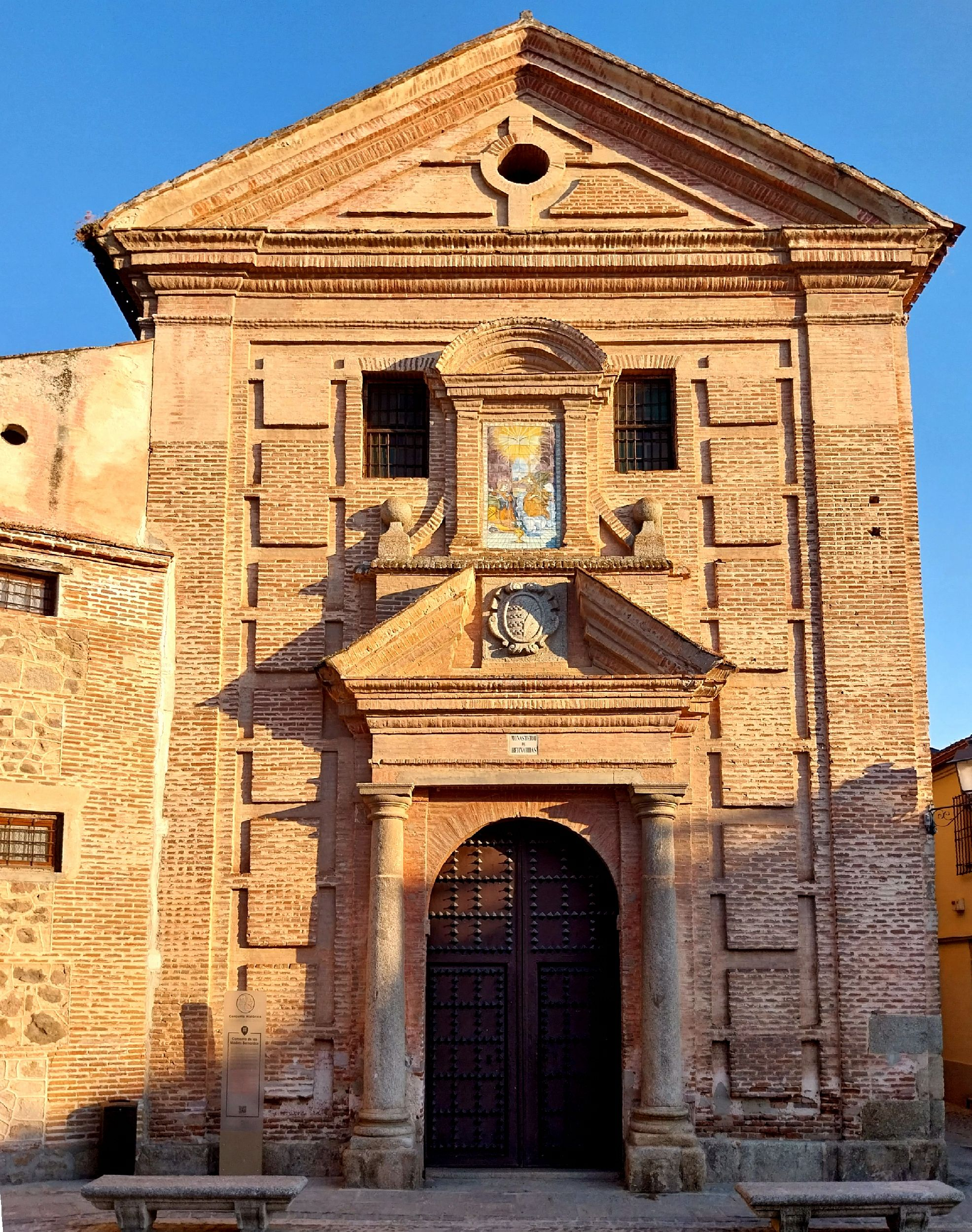
Vista de la fachada

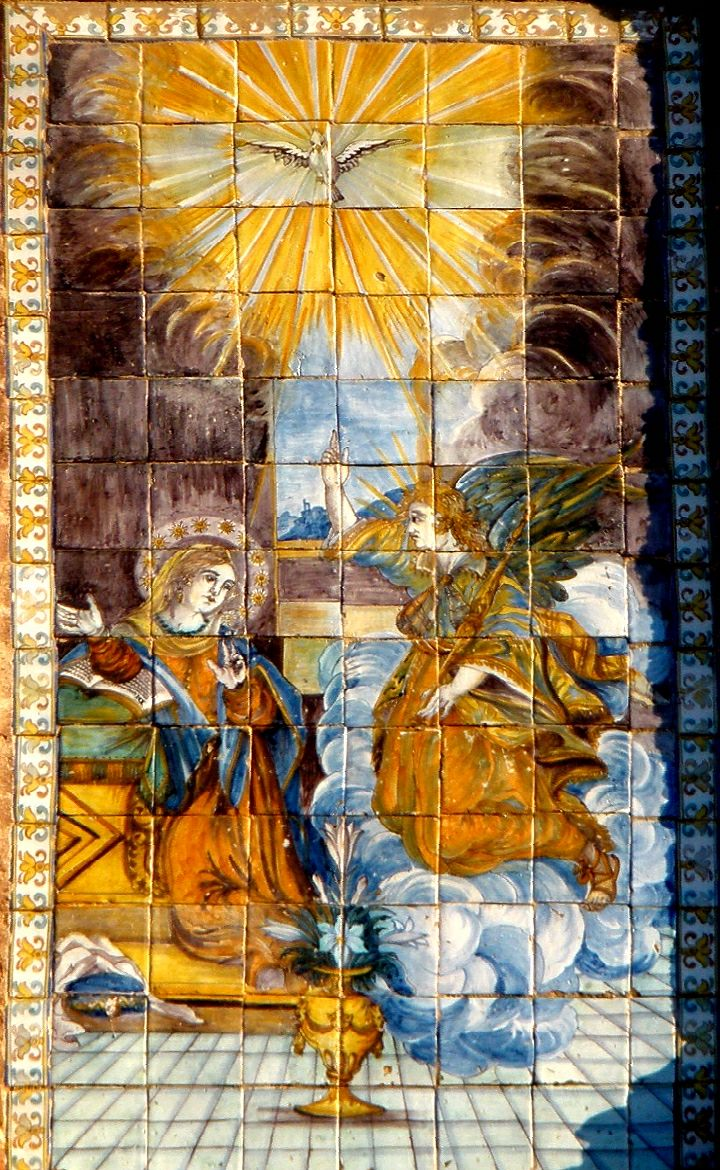
Azulejo de la Anunciación de la Virgen en la fachada

El interior de la iglesia consta de una sola nave cubierta por bóveda de medio cañón con lunetos entre formeros que continúan en pilastras. En el centro existe una cúpula de media naranja rebajada sobre pechinas. A los pies se encuentra el coro y bajo éste el acceso al templo. El coro está situado sobre una bóveda similar a la de la nave. A la derecha de la cabecera de la iglesia está el acceso al capítulo. Se conserva a este mismo lado del templo el sepulcro del cardenal Gil de Albornoz, director de la obra —desde Roma— de este convento. El túmulo se compone de una piedra empotrada en fábrica con ménsulas de soporte rematado por venera. En el lado opuesto, hay un púlpito sobre columnas de fundición.
La fachada de la iglesia es de un solo cuerpo rectangular, correspondiendo a la planta de salón, y está rematada por un frontón triangular de triple moldura, al igual que el cornisamento. Un óculo oval se abre en él y sirve de centro a las líneas de rehundido que le ornan.
El eje central del cuerpo de fachada está ocupado por una portada con entablamento y hornacina superior, realizado todo ello, a excepción de las columnas de la puerta, en ladrillo aplantillado. En los laterales aparecen los rehundidos típicos de la arquitectura de Fray Lorenzo de San Nicolás.
El claustro del convento está cegado y conserva empotrados en los muros parte de los pies derechos de piedra de orden jónico. Esta parte debió reformarse posteriormente o ampliarse el piso alto del mismo, resolviéndose con columnas de estilizado fuste en hierro fundido. El resto del edificio está muy modificado, y por lo que se refiere al anterior, carece de interés arquitectónico, salvo el exclusivamente tipológico perfectamente conservado.